# Liste der Baudenkmale in Ventschow
In der Liste der Baudenkmale in Ventschow sind alle denkmalgeschützten Bauten der mecklenburgischen Gemeinde Ventschow und ihrer Ortsteile aufgelistet. Grundlage ist die Veröffentlichung der Denkmalliste des Kreises Nordwestmecklenburg mit dem Stand vom 16. September 2020.

## Baudenkmale nach Ortsteilen

### Ventschow
| ID   | Lage    | Bezeichnung                              | Beschreibung | Bild                                     |
| ---- | ------- | ---------------------------------------- | ------------ | ---------------------------------------- |
| 1432 | (Karte) | Wohnhaus von 1918 auf dem Gutshofgelände |              | Wohnhaus von 1918 auf dem Gutshofgelände |
| 1430 |         | Meilenstein                              |              |                                          |

## Ehemalige Denkmale
| ID   | Lage           | Bezeichnung     | Beschreibung | Bild |
| ---- | -------------- | --------------- | ------------ | ---- |
| 1431 | Waldsiedlung 1 | Fachwerkgebäude |              |      |

## Quelle
- Denkmalliste des Landkreises Nordwestmecklenburg (Stand: 9. November 2023; PDF, 1,2 MByte)

- Karte mit allen Koordinaten:
- OSM |
- WikiMap